# Johanna Rivano Eckerdal
Johanna Rivano Eckerdal, född 1967, är docent i biblioteks- och informationsvetenskap och verksam som lektor vid Institutionen för kulturvetenskaper vid Lunds universitet.
Johanna Rivano Eckerdal disputerade 2012 i biblioteks- och informationsvetenskap vid Lunds universitet med avhandlingen Information, identitet, medborgarskap: unga kvinnor berättar om val av preventivmedel, om värdering av information om preventivmedel. Rivano Eckerdal har fortsatt intressera sig för hur människor använder information om sexuell och reproduktiv hälsa. Johanna Rivano Eckerdal forskar dels om hur människor lär sig nya saker och använder sig av information, särskilt om informationskompetens (media- och informationskunnighet), dels om kulturpolitik, speciellt verksamhetsutveckling av folkbibliotek och bibliotekens demokratiska roll.